# Hugo : La Quête des pierres solaires
Hugo : La Quête des pierres solaires (Hugo: Jagten På Solstenene) est un jeu vidéo de plates-formes développé et édité par ITE Media, sorti en 2000 sur Windows et PlayStation.

## Accueil
- Joypad : 3/10 (PS)[1]